# 羅默月溪

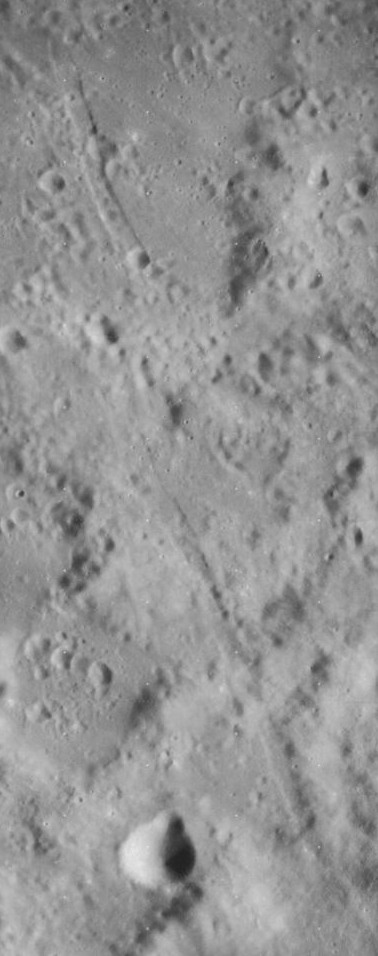
月球轨道器4号拍摄的罗默月溪

罗默月溪(Rimae Römer)是位于月球正面金牛山脉西南的一系列笔直的浅槽，它得名于所靠近的罗默陨石坑。从该陨坑的西侧一路向北断续延伸，绵延近112公里，所涵盖区域南北横跨3.64度、东西相距0.69度，其中心月面坐标为26°59′N 34°52′E / 26.98°N 34.86°E。

## 另请参阅
- 鲁克尔, 安东宁. . 布拉格: 阿文蒂诺. 1991. ISBN 80-85277-10-7.

## 相关文章
- 月球表面特征列表